# Acidente do ônibus espacial Columbia
O acidente do ônibus espacial (português brasileiro) ou vaivém (português europeu) Columbia ocorreu no dia 1 de fevereiro de 2003, durante a fase de reentrada na atmosfera terrestre, a apenas dezesseis minutos de tocar o solo no regresso da missão STS-107, causando a destruição total da nave e a morte dos sete astronautas que compunham a tripulação. Esta missão, de objectivo científico, teve a duração de dezesseis dias, ao longo dos quais foram cumpridas com sucesso, as cerca de oitenta experiências programadas.
Momentos após a desintegração do Columbia, milhares de destroços em chamas caíram sobre uma extensa faixa terrestre, essencialmente no estado do Texas, e na Louisiana, alguns dos quais atingiram casas de habitação, empresas e escolas. Entre a população ninguém ficou ferido.
A recolha dos destroços prolongou-se de forma intensiva até meados de Abril daquele ano, ao longo de 40 000 km², dos quais 2 850 km² foram percorridos a pé, e os restantes utilizando meios aéreos ou navais junto à linha costeira da Califórnia. Foram recolhidos 83 mil pedaços do Columbia, correspondentes a 37% da massa total da nave. Entre os destroços, encontravam-se também parte dos restos mortais dos astronautas.
Foi constituída uma comissão independente de inquérito ao acidente, a Columbia Accident Investigation Board (CAIB), que produziu um relatório oficial de quatrocentas páginas após quase sete meses de investigação, no qual foram apontadas as causas técnicas e organizacionais que estiveram directa ou indirectamente envolvidas na origem da destruição do Columbia. Foram ainda perspectivadas hipotéticas soluções de resgate da tripulação e elaboradas 29 recomendações a implementar, quinze das quais de cumprimento obrigatório, sem o qual não poderia haver um regresso aos voos.

## Breve historia do acidente
No dia 1 de fevereiro de 2003, os sete astronautas a bordo do ônibus espacial Columbia iniciam os preparativos para regressarem a casa: terminam a última verificação dos sistemas da nave e comunicam ao controlo da missão no Centro Espacial Lyndon B. Johnson, localizado em Houston, no Texas, que se encontravam alinhados para o início da reentrada. Os foguetes de manobra orbital são acionados às oito horas e quinze minutos UTC durante a 255.ª órbita e a reentrada é iniciada.

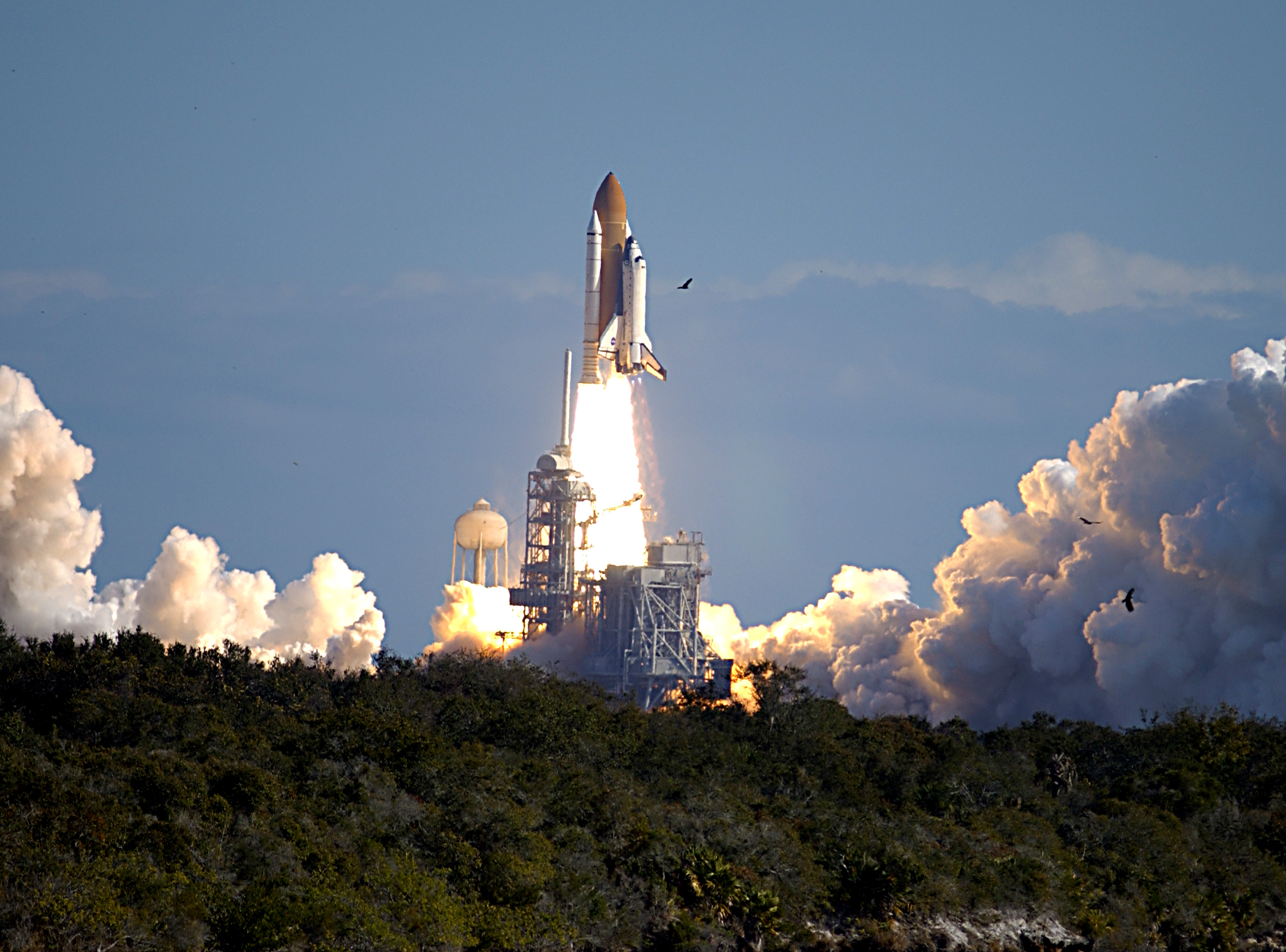
O início...

Após a fase de ionização, na qual as comunicações com a nave não são possíveis e o voo é controlado pelos computadores de bordo, o piloto William C. McCool e o comandante da missão Rick Husband assumem os comandos, iniciando as manobras para diminuírem a velocidade e monitorizar os indicadores, confirmando a trajetória correta. A astronauta Laurel Clark inicia a captação de imagens (que depois seriam recuperadas dos destroços) durante aproximadamente treze minutos, mostrando uma tripulação bem disposta e descontraída. Às 13 horas e 48 minutos UTC, a tomada de imagens é interrompida, o Columbia encontra-se então sobre o oceano Pacífico a sudoeste da baía de São Francisco. Entretanto às 13 horas e 45 minutos UTC o controlo da missão considerava a reentrada como quase perfeita e previa um regresso tranquilo. Oito minutos após tudo se alterava: A telemetria começava a revelar as primeiras leituras do aquecimento não habitual de várias secções da nave. O Columbia viajava então a 21 200 km/h a uma altitude de 63,1 quilómetros sobre a parte norte do estado do Texas. Faltavam 2 250 km, equivalentes a 16 minutos, para tocarem o solo.

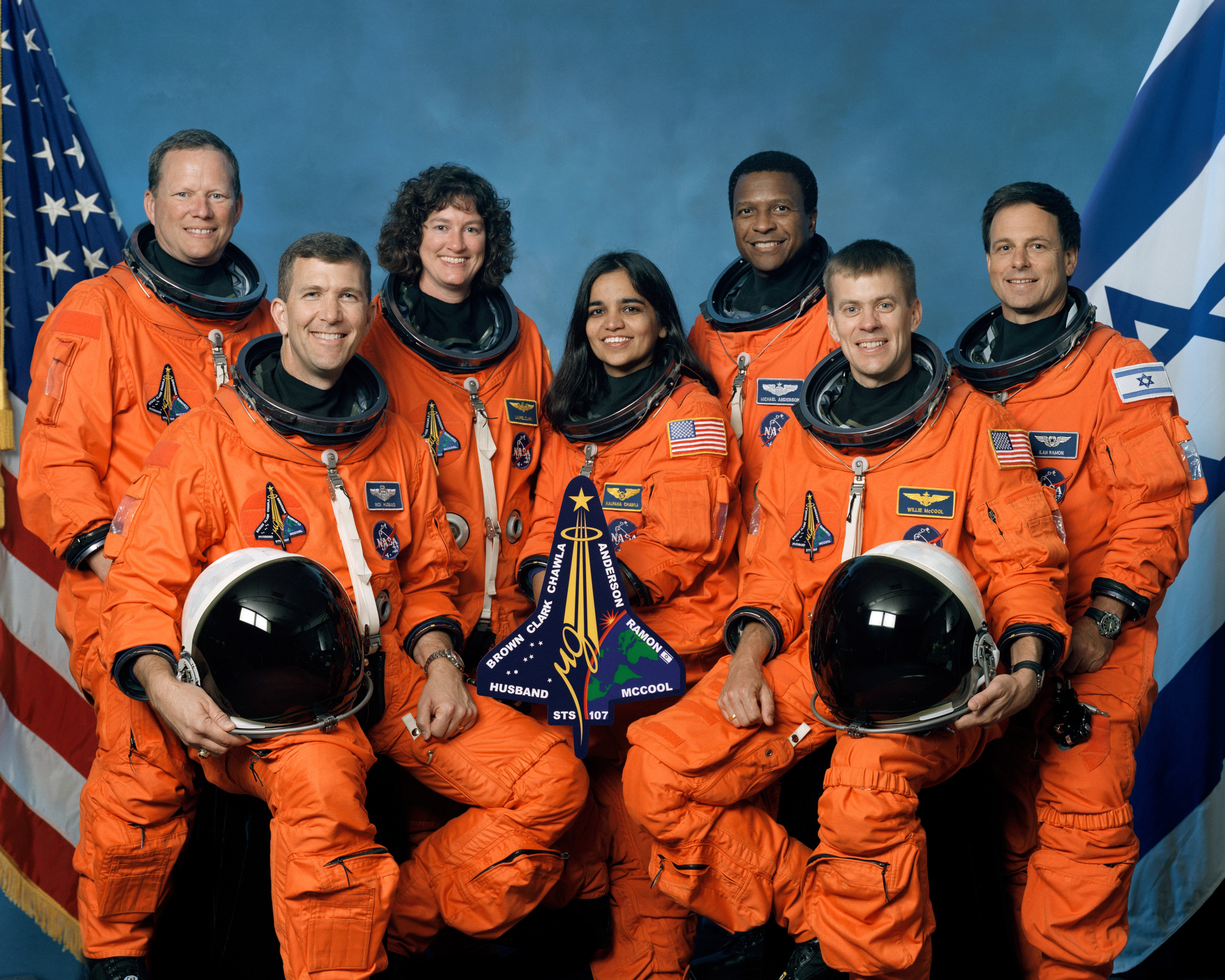
Brown, Husband, Clark, Chawla, Anderson, McCool e Ramon.

A esposa do comandante da missão, Evelyn Husband e os seus dois filhos são fotografados no Centro Espacial John F. Kennedy, na Flórida. Em fundo está um cronógrafo em contagem regressiva, que regista 11 minutos e 21 segundos para a aterragem do Columbia. Não havia maneira de saberem que tinham perdido marido e pai quatro minutos antes. As famílias restantes dos astronautas, (espectadores em geral e repórteres) observavam o céu no Centro Espacial, esperando pela chegada dos seus entes queridos. Então, ouvem os estampidos sónicos aquando da reentrada na atmosfera terrestre e iniciam uma contagem decrescente. Esgotado o tempo continuam olhando o horizonte e compreendem então que nada havia para esperar.
Sobre o Texas é ouvida uma série de estrondos similares a trovões. Uma chuva de destroços em chamas começa a cair dos céus e se espalham ao longo de uma faixa com 1 200 km, cobrindo o estado e parte da Louisiana. O Columbia havia se desintegrado e a missão STS-107 tinha terminado. No controlo da missão as chamadas via rádio são respondidas apenas com estática e somente às 14 horas e 29 minutos UTC é oficialmente declarada uma situação de emergência no ônibus espacial Columbia.

## Cronologia
Compilação dos principais eventos ocorridos durante a reentrada na atmosfera terrestre da Columbia no dia 1 de fevereiro de 2003 (em UTC (Tempo Universal Coordenado):
- 13:12:34 - Aquisição de sinal do Columbia pelo satélite de comunicações da NASA TDRS-West;
- 13:15:30 - Inicio dos procedimentos e da ignição dos motores para a saída de órbita. A nave encontra-se a 283,1 km de altitude e viaja à velocidade hipersónica de mach 24,40 (27 870 km/h);
- 13:18:08 - Queima dos motores para a saída de órbita completada. Executada a rotação, o plano inferior da nave está agora virado para a superfície terrestre;
- 13:32:01 - As três unidades auxiliares de energia (APU 1, 2 e 3) completam o ciclo de entrada em atividade e encontram-se a funcionar com temperatura e pressão normalizada;
- 13:41:54 - James Hartsfield, relações públicas da NASA e locutor de serviço no controlo da missão, comenta para o público que assistia à chegada: "A altitude do Columbia é agora de 90 km acima do oceano Pacífico, a norte das ilhas do Havaí, a aproximadamente dois minutos da reentrada na atmosfera terrestre. Todas as atividades decorrem sem problemas, em direcção a uma aterragem segura no Centro Espacial John F. Kennedy às 14 horas e 16 minutos";
- 13:44:09 - Início da reentrada na atmosfera terrestre a 120,4 quilômetros de altitude e mach 24,57 de velocidade, sobre o oceano Pacífico;
- 13:48:39 - Um sensor alojado na asa esquerda, começa a mostrar maiores tensões, do que as apresentadas em missões anteriores;

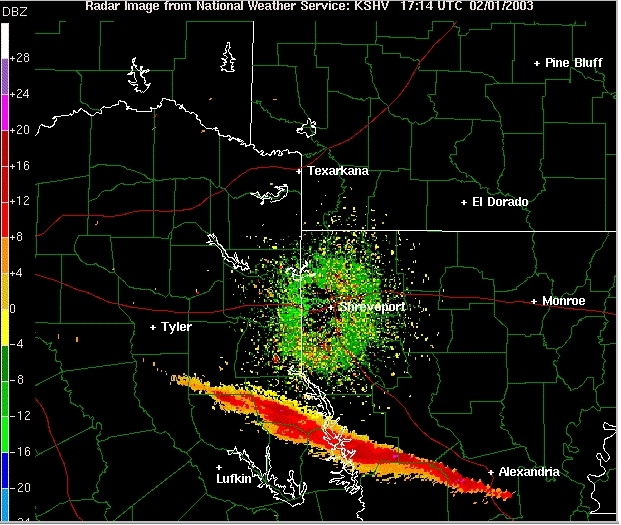
Imagem dos destroços (a amarelo, vermelho e verde) captada por um dos radares do Serviço Nacional (EUA) de Meteorologia.

- 13:49:32 - Início de uma viragem planeada para a direita. Esta manobra e três outras que se seguirão destinam-se a limitar a velocidade e o nível de aquecimento a que está sujeita a estrutura térmica da nave. A velocidade situa-se em mach 24,51;
- 13:50:53 - Início da fase de reentrada, que se prolongará por dez minutos, na qual são atingidos picos de temperatura na ordem dos 1450 °C (graus Celsius). A nave encontra-se sensivelmente a 480 km da costa oeste da Califórnia, 76 km de altitude e viaja à velocidade de mach 24.10;
- 13:52:19 - O sensor de temperatura 9910, localizado na ponta da asa esquerda é isolado e colocado fora de serviço, após apresentar desvios de temperatura superiores a 10 °C em relação ao normal;
- 13:53:00 - Os controladores em terra deixam de receber dados, a partir de quatro sensores de temperatura dos sistema hidráulico, interno e externo, no lado esquerdo da nave. O Columbia continua a funcionar normalmente, a tripulação não é alertada;
- 13:53:15 - Início da cobertura por imagens de vídeo da aproximação do space shuttle;
- 13:53:26 - O Columbia entra na zona continental dos Estados Unidos a oeste de Sacramento a 70 600 metros de altitude e mach 23;
- 13:53:44 / 48 - Primeira observação de destroços deixando o envelope de voo do Columbia;
- 13:53:46 / 50 - Segunda observação de destroços com origem no Columbia;
- 13:53:54 / 58 - Terceira observação de destroços, seguido de um rasto por breves momentos de um brilho intenso provocado pela ionização;
- 13:54:00 / 04 - Quarta observação de destroços deixando a nave;
- 13:54:07 / 11 - Quinta observação de destroços deixando a nave;
- 13:54:25 - Atravessando a linha divisória entre a Califórnia e o Nevada, à altitude de 69 350 metros e velocidade mach 22,5;
- 13:54:35 / 37 - Sexta observação de destroços muito brilhantes escapando-se pelo rasto de plasma. Presumivelmente estes destroços foram os maiores e sempre em crescendo até à 14.ª observação (13:55:58 / 56 UTC), na parte Ocidental dos Estados Unidos
- 13:55:32 - Atravessando a linha divisória entre o Nevada e o Utah, à altitude de 68 137 metros e velocidade mach 21,8;
- 13:55:55 - Atravessando a linha divisória entre o Utah e o Arizona, à altitude de 67 740 metros e velocidade mach 21,5;
- 13:56:45 - Atravessando a linha divisória entre o Arizona e o Novo México, à altitude de 66 800 metros e velocidade mach 20,9;
- 13:57:19 / 29 - Décima sexta observação de detritos deixando a nave. Evento visualizado pelo pessoal do laboratório de pesquisa da USAF (Starfire Optical Range), (imagem na secção "Outras (hipotéticas) causas");
- 13:58:20 - Atravessando a linha divisória entre o Novo México e o Texas, à altitude de 64 000 metros e velocidade mach 19,5;
- 13:59:32 - "Roger, uh, bu - [interrompido a meio da palavra] ...", foi esta a última mensagem de Rick Husband comandante da missão STS-107 ou de qualquer outro membro da tripulação, recebida no controlo de missão. Também os dados de telemetria vindos da nave deixaram de ser recebidos;
- 13:59:37. - Perda da pressão hidráulica necessária ao movimento das superfícies de controlo da nave. O alarme principal é accionado. Provavelmente terá sido a partir deste momento que a tripulação tomou conhecimento da gravidade dos problemas que afetavam o Columbia;
- 14:00:18 - Imagens televisionadas e testemunhos visuais revelavam o colapso da nave e os vários rastros de destroços em que se transformara o Columbia. No controlo da missão a perda da telemetria foi um sinal de preocupação, mas o assunto foi tratado como normal e o processo da aterragem decorria segundo os parâmetros previstos;
- 14:12:39 - Aproximadamente treze minutos após a desintegração, o director de voo da NASA declara uma situação de emergência grave a bordo do veículo orbital OV-102. Alerta as equipes de busca e salvamento e isola a sala do controlo da missão - os dados têm que ser preservados para posterior investigação;
- 14:16:?? - Sean O'Keefe, administrador da NASA, informa o presidente George W. Bush
- (dia seguinte) 08:20:?? - Todos os voos do programa ônibus espacial são cancelados, aguardando a conclusão do inquérito de investigação.

## Alocução presidencial
Ainda no dia da tragédia, 1 de Fevereiro de 2003 pelas 14 horas e 4 minutos EST, o Presidente dos Estados Unidos George W. Bush, dirigiu-se ao país, numa alocução com a duração exacta de quatro minutos, nos seguintes termos:
| “ | Meus caros concidadãos, hoje trago-vos uma terrível e triste notícia para o nosso país, às nove horas desta manhã, o controlo da missão em Houston perdeu o contacto com o nosso ônibus espacial Columbia. Pouco tempo depois, os destroços foram vistos caindo do céu sobre o Texas. O Columbia está perdido, não há sobreviventes. A bordo estavam sete tripulantes: Coronel Rick Husband, o tenente-coronel Michael Anderson; Comandante Laurel Clark, comandante David Brown; Comandante William McCool, Dr. Kalpana Chawla, e Ilan Ramon, um coronel da Força Aérea Israelense. Estes homens e mulheres assumiram grandes riscos ao serviço de toda a humanidade. Numa época em que o voo espacial quase que se tornou rotineiro, é fácil ignorar os perigos de viajar num foguetão e navegar no ambiente exterior e inóspito do nosso planeta. Estes astronautas conheciam e enfrentaram os perigos de livre vontade, sabendo que tinha um elevado e nobre propósito nas suas vidas. Por causa da coragem, ousadia e idealismo, a perda das suas vidas assume um significado ainda maior. Hoje todos os Americanos, estão em uníssono com as famílias destes homens e mulheres, a quem foi dada esta dor e choque atroz. Vocês não estão sozinhos. A nação inteira sofre com vocês. Aqueles que vocês amaram terão sempre o respeito e a gratidão deste país. A causa pela qual morreram vai continuar. A humanidade é conduzida para o desconhecido além do nosso mundo, pela inspiração da descoberta e o desejo de compreender. A nossa jornada para o espaço vai prosseguir. Hoje vimos a destruição e tragédia nos nossos céus. Ainda mais longe do que podemos visualizar, há conforto e esperança. Como deixou escrito o profeta Isaías: - "Levantem vossos olhos e olhai o infinito. Quem criou todo isto? - Aquele que é o nosso anfitrião nas estrelas, nos recebe individualmente chamando cada um pelo seu nome. Por causa do Seu grande poder e força, ninguém faltará à chamada." O mesmo Criador que deu os nomes às estrelas também conhece os nomes das sete almas que hoje choramos. A tripulação do vaivém espacial Columbia não regressou em segurança à Terra, mas ainda podemos orar para que alcancem a casa do Senhor. Que Deus abençoe as famílias enlutadas, e que Deus continue a abençoar a América. | ” |

## Recuperação dos destroços
As buscas intensivas em mais de 40 000 km² no Texas e Louisiana, dos quais 2 850 km² a pé e os restantes recorrendo a aeronaves, recuperaram 83 900 pedaços de destroços, pesando um pouco mais de 38 toneladas correspondentes a aproximadamente 37% da massa do vaivém. 75 000 destroços tiveram a sua localização (latitude e longitude) registada e gravada. A maioria dos itens recuperados não eram maiores do que 0,5 metros quadrados. Mais de 40 000 itens não puderam ser positivamente identificados, mas foram classificados segundo a sua composição (metal, plástico, tecido, etc.).

### Processos e procedimentos de pesquisa

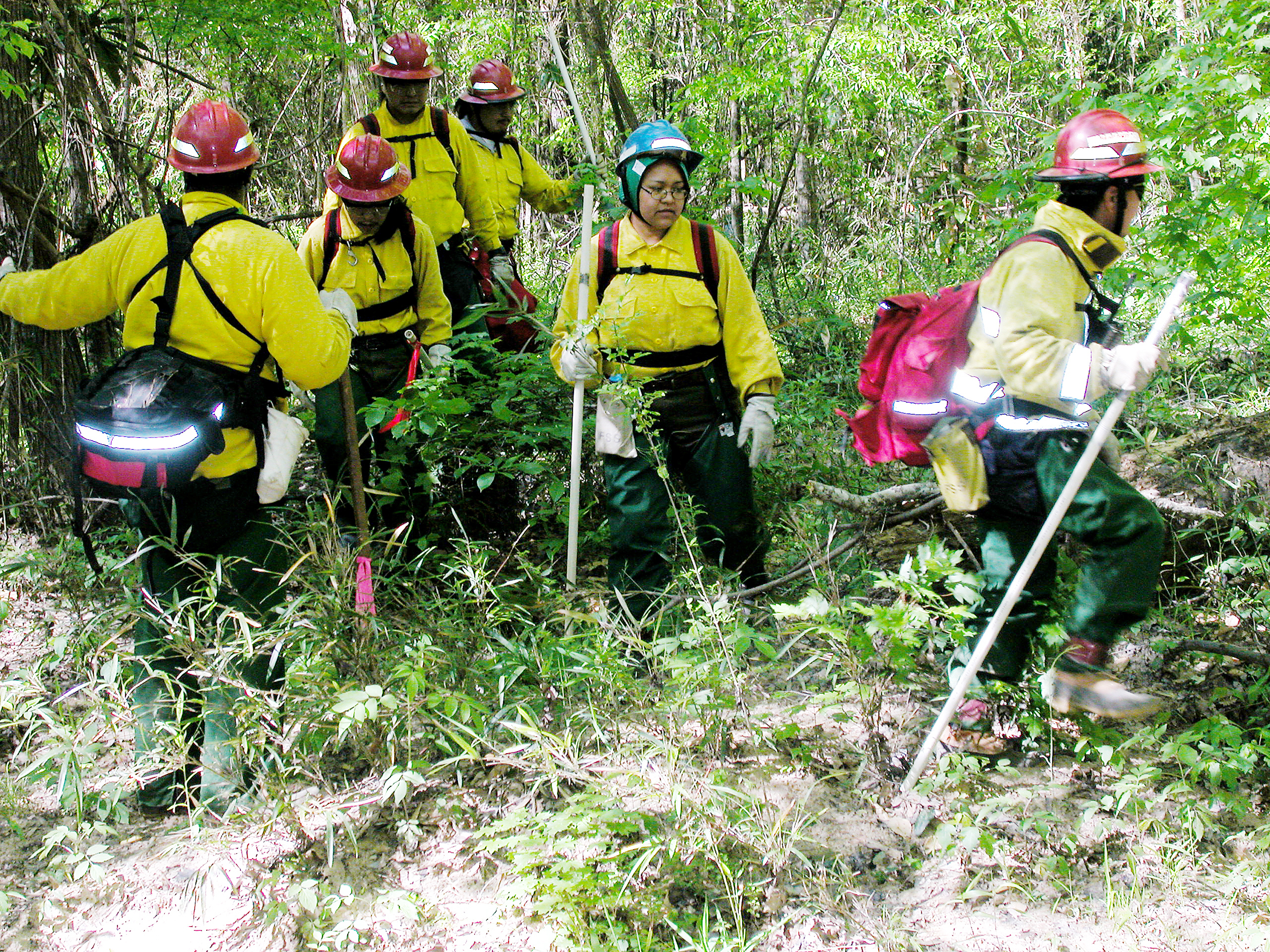
Elementos do serviço de florestas e vida selvagem dos EUA procedendo a buscas algures no Texas. Estão acompanhados por um elemento da NASA, habilitado a identificar o tipo de destroços.

O processo e os procedimentos para a recuperação dos detritos foram diferentes e dependeram da localização onde foram efetuados. A busca e recuperação nos estados do Texas e Louisiana foi também diferente das restantes localizações. No Texas a concentração era maior e localizada ao longo de uma faixa bem definida, no Louisiana estavam as peças maiores e mais pesadas devido ao seu maior coeficiente balístico e havia maior dispersão.
Ao longo da trajectória do vaivém havia evidências visuais e captadas por radar da libertação de detritos, que provavelmente atingiram o solo. Assim e após a analise destas evidências e também da trajectória percorrida, foram seleccionadas as aéreas de alta probabilidade para buscas nos estados do Nevada, Utah e Novo México, bem como as áreas oceânicas junto à costa californiana. Foram publicados e rádio difundidos avisos e recorreu-se ainda a técnicas publicitárias como o uso de panfletos solicitando a colaboração da população.
A busca activa foi iniciada ainda no próprio dia do acidente, envolvendo nas duas primeiras semanas mais de 3 mil pessoas simultaneamente, provenientes na sua larga maioria do serviço de florestas e vida selvagem dos Estados Unidos, bem como dos corpos de bombeiros. Foram ainda atribuídos 37 helicópteros e 7 aeronaves de asa fixa para pesquisa aérea fora das áreas onde os destroços estavam mais concentrados.
As buscas aquáticas foram terminadas a 15 de Abril, seguindo-se a 20 de Abril as pesquisas aéreas. No solo as actividades de recuperação decorreram até 25 de Abril, usando todos os recursos disponíveis e após essa data foram diminuindo de intensidade à medida que as áreas seleccionadas eram completadas.

### Os restos mortais dos astronautas

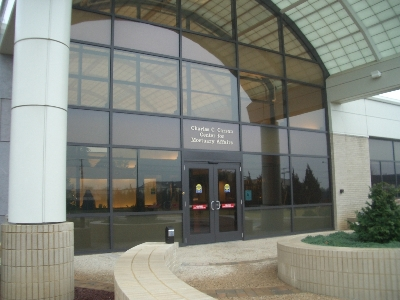
Entrada das instalações mortuárias da base aérea de Dover no Delaware, para onde foram transportados os restos mortais dos astronautas.

Desde o início foi dada prioridade à recuperação dos restos mortais dos astronautas, dada a sensibilidade do assunto e a elevada emoção que a sua recuperação provocava - também a rápida degradação dos mesmos podia comprometer propósitos de investigação e outros julgados adequados.
Poucos minutos após o colapso da nave, começaram a chegar os primeiros relatos da descoberta de restos humanos junto à localidade de Hemphill no leste do Texas. A responsabilidade, por inerência da lei para a recolha e investigação de vítimas em acidentes aéreos, pertence ao National Transportation Safety Board. Esta tarefa, quando executada em acidentes civis. é mais ligeira porque se está a lidar com pessoas relativamente anónimas, mas neste em particular, como em todos aqueles que envolvem aeronaves militares, têm que lidar com corpos de vizinhos, ex-camaradas de armas ou amigos. Também os astronautas depressa se juntaram às buscas desde o primeiro minuto. Era necessário encontrar os corpos dos seus amigos e colegas de profissão, para que fossem tratados com o devido respeito e honrar a sua memória condignamente.
Todos os pedaços de corpos humanos encontrados foram transportados a 5 de Fevereiro para as instalações mortuárias da base aérea de Dover no Delaware, equipada para lidar com corpos expostos a produtos químicos perigosos e onde foram ultimados os processos de identificação. Foram posteriormente entregues às famílias para os respectivos serviços fúnebres.
- Ilan Ramon foi sepultado como herói nacional no dia 11 de Fevereiro de 2003, em cerimónia discreta e privada no cemitério militar Moshav Nahalal, onde repousam alguns dos chamados gigantes da história de Israel, incluindo o herói de guerra Moshe Dayan.[16][17]
- David Brown foi sepultado no Cemitério Nacional de Arlington no dia 12 de Março de 2003, junto ao memorial da tripulação.[18]
- Laurel Clark foi sepultada no Cemitério Nacional de Arlington no dia 10 de Março de 2003, junto ao memorial da tripulação.[18]
- Michael Anderson foi sepultado no Cemitério Nacional de Arlington no dia 7 de Março de 2003, junto ao memorial da tripulação.[18]
- Kalpana Chawla foi cremada ainda nas instalações mortuárias da base aérea de Dover. Suas cinzas foram espalhadas pelo Parque Nacional de Zion, um dos seus locais favoritos nos Estados Unidos,[16] em data não revelada pela família, mas que provavelmente teria sido no dia 15 de Fevereiro de 2003.[19]
- Willie McCool foi sepultado na cidade de Anacortes no estado de Washington.[16]
- Rick Husband foi sepultado na cidade de Amarillo no Texas.[16]

### Itens (importantes) recuperados
Entre os destroços recuperados, foram encontrados os únicos sobreviventes da missão STS-107, um grupo de nemátodos da espécie Caenorhabditis elegans (minhocas).  Do tamanho de uma cabeça de alfinete, estavam armazenados dentro de um cacifo em caixas de petri, o qual só foi aberto e investigado várias semanas após ter sido recuperado. Faziam parte de um conjunto de pesquisas biológicas, destinadas a estudar o efeito da gravidade sobre a fisiologia dos seres vivos.
Nas proximidades da localidade de Palestine no Texas, cinco dias após o acidente foi recuperado o vídeo realizado pela astronauta Laurel Clark e do qual apenas foi possível recuperar aproximadamente 13 minutos, correspondentes à fase inicial da reentrada, revelando as actividades na cabine da tripulação e a descontracção e boa disposição com que todos encaravam o regresso.
Foi ainda descoberto cinco anos após o acidente, em Maio de 2008, um disco rígido com 340 MB de capacidade de armazenamento, parcialmente destruído, mas com os sectores intactos onde estava guardada informação científica, possibilitando assim a sua recuperação.
Considerado de elevado valor, para o esclarecimento da causa que provocou o colapso do Columbia, foi encontrado em excelente estado de conservação, o OEX tape recorder, que monitoriza e grava os dados de centenas de sensores, correspondente na aviação às muito conhecidas caixas negras. Os dados encontrados provaram inequivocamente,  que foi um impacto exterior na asa esquerda ainda na fase de ascensão que provocou a queda durante a reentrada. De salientar que este equipamento era único, só equipava o Columbia, a que talvez não seja alheio o facto de ser tecnologia da década de 1970.
Em 2011 no início do mês de Agosto, o Verão particularmente seco no estado do Texas, fez descer o nível da água no lago Nacogdoches, perto da cidade com o mesmo nome, em três metros, pondo a descoberto um tanque esférico com aproximadamente um metro de diâmetro. Confirmado por um técnico da NASA como pertencente ao Columbia, era um dos componentes do sistema de distribuição de energia da nave e provavelmente alojava um reagente, por não ser considerado perigoso, não existem planos para a sua recuperação.

## Relatório oficial

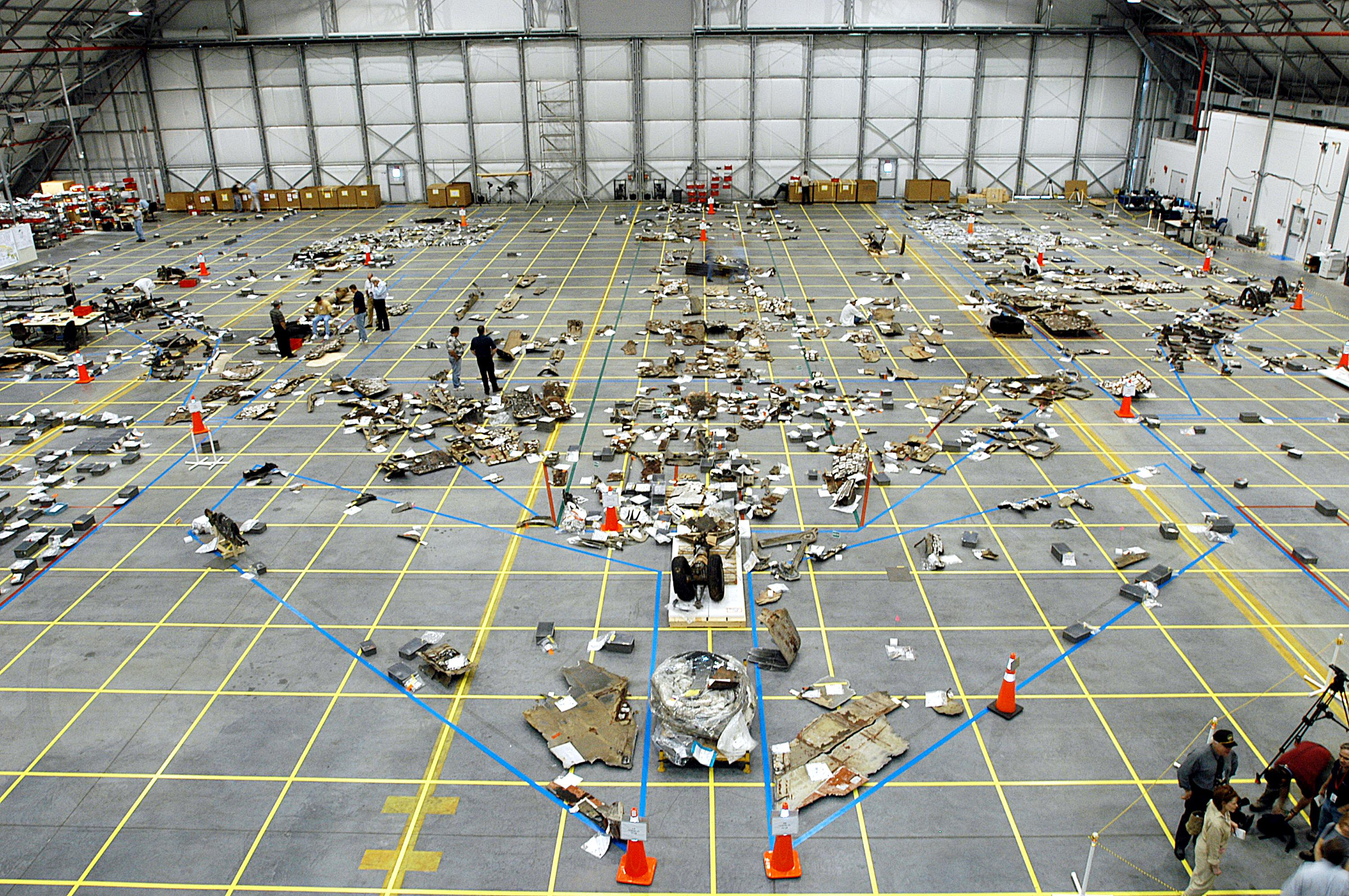
Hangar onde eram guardados os destroços, recolhidos pelas equipes de busca no terreno. A linha azul no chão reflecte o contorno do Columbia.

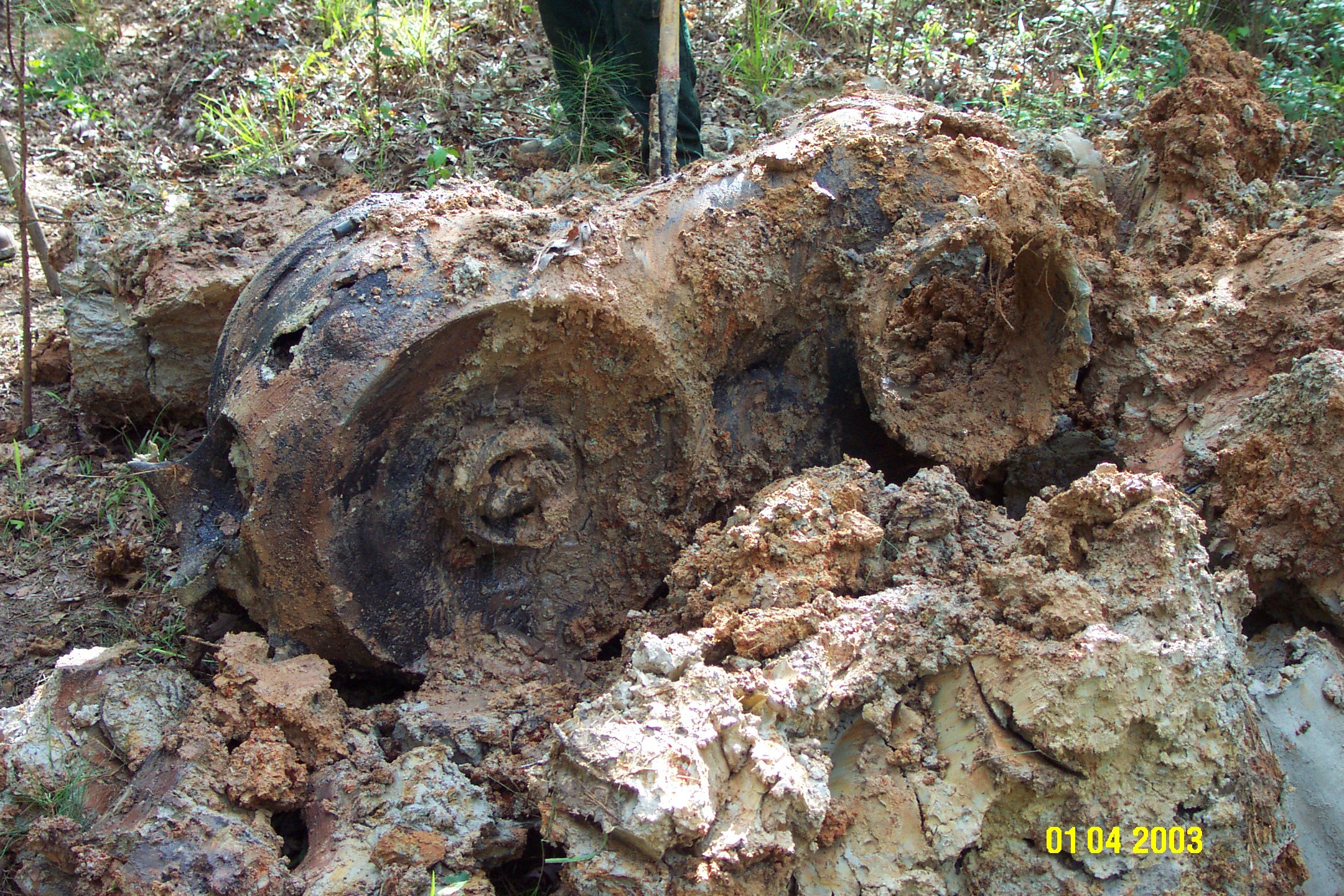
Parte com 360 kg, de um dos motores principais do Columbia encontrado na Louisiana.

Dos quase sete meses de duração do inquérito oficial ao acidente, composto por uma comissão independente de 13 membros, aproximadamente 120 investigadores e milhares de técnicos da NASA em missão de apoio, foi produzido um extenso relatório dividido em seis volumes, um principal onde são apresentadas as causas, conclusões e recomendações e cinco com documentação de suporte, num total de 400 páginas.
No preâmbulo em jeito de declaração de intenções é afirmado o seguinte:
- "Para estabelecer a credibilidade das conclusões e recomendações, a comissão de inquérito fundamentou as suas perícias em rigorosos princípios científicos e de engenharia. Foram consultadas importantes autoridades não só em sistemas mecânicos, mas também na teoria e prática organizacional, gestão de riscos, engenharia de segurança, foram ainda revistas e comparadas as melhores práticas empregues por outras empresas de alto risco, mas aparentemente confiáveis. Entre elas estão as centrais nucleares, instalações petroquímicas, produção de armas nucleares, submarinos nucleares e operações e sistemas de lançamento de satélites no espaço sideral."[27]
- "A NASA é uma agência federal como nenhuma outra. Sua missão é única, as suas extraordinárias realizações tecnológicas são uma fonte de orgulho e inspiração sem igual, representam o melhor em habilidade e coragem do povo Norte-Americano. Às vezes os seus esforços têm desmoralizado a nação, pois nunca está longe da vista do público e de exame minucioso de muitos quadrantes. A perda do Columbia e sua tripulação representa um ponto de viragem, apontando para um debate renovado sobre as políticas públicas e os compromissos com a exploração humana do espaço. Um dos nossos objectivos é o estabelecimento dos termos para esse debate."[27]

Ainda numa fase preliminar do inquérito, foi reconhecido pela comissão que o acidente, provavelmente não foi originado por um evento aleatório, mas sim por práticas comportamentais, enraizadas na cultura humana e história dos voos espaciais da NASA. Assim sendo o objectivo e propósito da comissão foi ampliado, investigando também uma vasta gama de questões históricas e organizacionais, incluindo as considerações políticas e orçamentais, os compromissos e as prioridades ao longo da vida do programa do space shuttle. No decorrer do processo de investigação, foram ainda identificados uma série de factores pertinentes, agrupados em três categorias distintas:
- Falhas físicas que levaram directamente à destruição do Columbia;
- debilidades subjacentes, na organização e historial da NASA, que podem facilitar o caminho para falhas catastróficas, e
- "outras observações significativas" observadas durante o curso da investigação, que podem estar relacionadas com o acidente e que se não forem corrigidas, podem contribuir para futuras perdas.

### Causa física

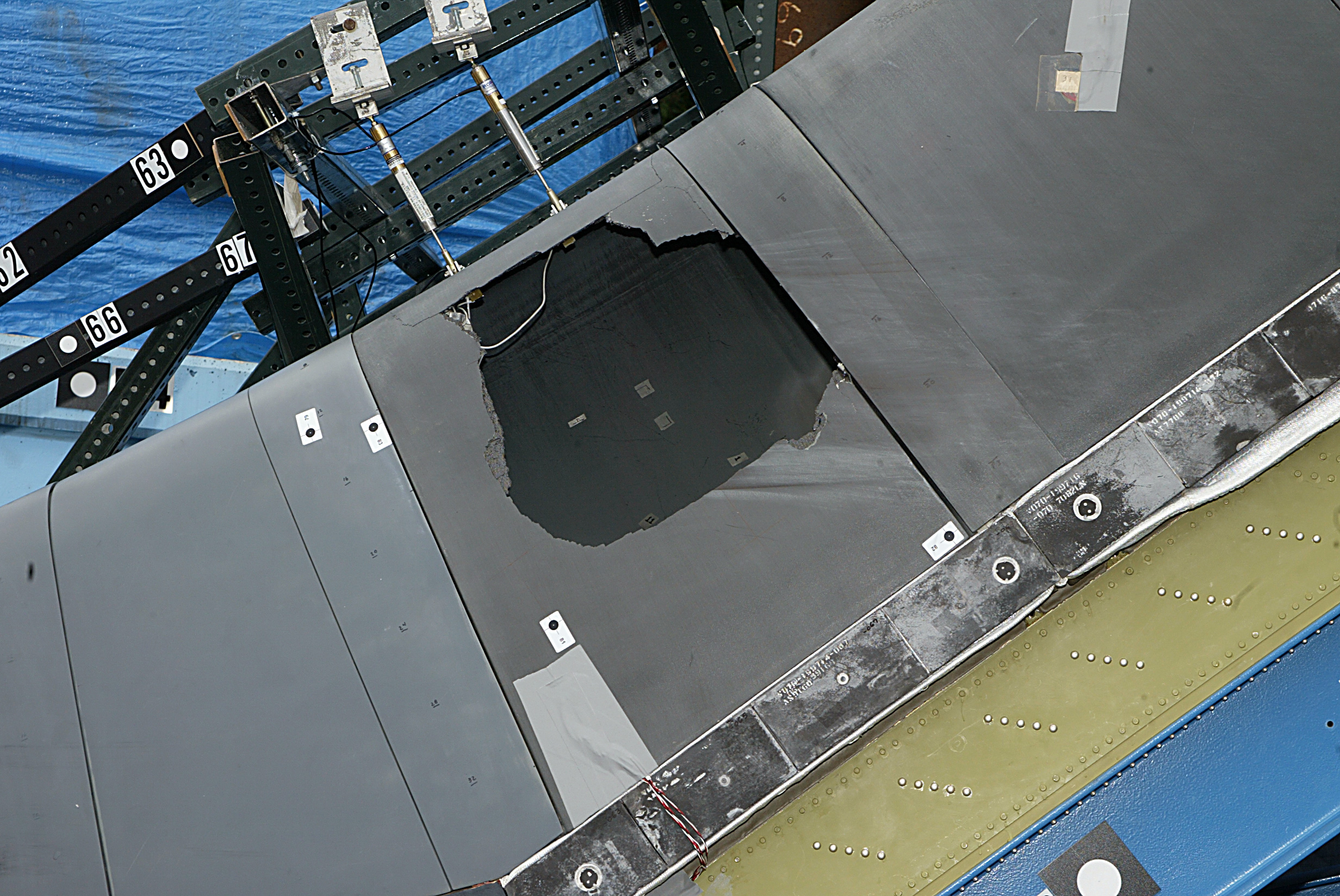
Painel de carbono reforçado, que serviu de banco de ensaio para testes simulados do impacto, que esteve na origem do acidente do Columbia.

A causa física da perda do Columbia e da sua tripulação foi uma brecha no sistema de protecção térmica no bordo de ataque da asa esquerda, causado por um pedaço de espuma isolante que se separou da seção esquerda do suporte duplo do tanque de combustível externo, 81,7 segundos após o lançamento, e atingiu a parte inferior da asa nas proximidades do painel térmico de carbono reforçado número oito. Durante a reentrada esta violação no sistema de protecção térmica permitiu que ar superaquecido penetrasse através do isolamento e progressivamente derretesse a estrutura de alumínio da asa esquerda, resultando num severo enfraquecimento estrutural, até que o aumento das forças aerodinâmicas, causadas pelo atrito da cada vez maior densidade atmosférica, destruísse a asa provocando a perda de controle e o imediato colapso da nave. Este acidente verificou-se num regime de voo em que com a actual concepção, não havia qualquer possibilidade de sobrevivência para a tripulação.
Testes realizados por uma das mais antigas e prestigiada organização independente (sem fins lucrativos) em pesquisa e desenvolvimento (R&D) dos Estados Unidos o Southwest Research Institute em San Antonio, Texas, simulando o impacto de um pedaço de espuma isolante semelhante em massa e à mesma velocidade daquele que atingiu a asa esquerda do Columbia, demonstraram que o dano provocado no painel de carbono reforçado, seria um buraco com 41 centímetros por 42,5 centímetros.

#### Outras hipóteses
1 - Observações efectuadas pelo laboratório de pesquisa da Força Aérea (Starfire Optical Range), durante a fase de reentrada do Columbia sugeriam algumas anomalias. Analisadas as imagens obtidas com recurso a um telescópio de pequenas dimensões do tipo comercial e não o gigantesco e muito sofisticado telescópio Starfire, como erradamente a NASA quis fazer crer, as conclusões foram as seguintes:
| Observação                                     | Conclusão                                  |  |
| - Turbulência perto do nariz e asa esquerda    | - Não foi possível determinar a veracidade |  |
| - Rastro de gás assimétrico                    | - Considerado real                         |  |
| - Protuberâncias nos bordos de ataque das asas | - Não foram consideradas reais             |  |
| - Protuberância assimétrica no nariz           | - Considerado real                         |  |
| - Fluxo assimétrica de gás na popa do Shuttle  | - Não foi possível determinar a veracidade |  |
| - Chama (flare) 1                              | - Não foi considerado real                 |  |
| - Chama (flare) 2                              | - Não foi considerado real                 |  |
| - Fluxo de chamas                              | - Não foi considerado real                 |  |
| - Aumento do brilho na asa esquerda            | - Não foi considerado real                 |  |
| - Brilho no nariz ou na cauda                  | - Não foi considerado real                 |  |

2 - Astrónomo amador obtém foto do início da reentrada que sugere, que o Columbia é atingido por um intenso e gigantesco raio, ainda nas altas camadas da atmosfera. Uma analise superficial sugeria que havia mesmo uma anomalia na reentrada, que poderia ser o reivindicado raio, a analise detalhada efectuada por peritos em imagem e especialistas em fenómenos atmosféricos, concluiu que tal sugestão foi provocada por vibrações da câmera durante a longa exposição luminosa.

#### Um longo historial de anomalias
O tanque externo de combustível é o único componente não reutilizável do sistema de lançamento do space shuttle, serve para armazenar os 2 026 000 litros de propolentes dos motores internos da nave, constituídos por oxigénio líquido e hidrogénio os quais necessitam de temperaturas extremamente baixas de conservação, -147 °C (graus Celsius negativos) e -217 °C (graus Celsius negativos) respectivamente. Para proteger a temperatura interior e evitar no exterior a formação de grossas placas de gelos provocadas pela condensação do nitrogénio e vapor de água presentes na atmosfera, durante as fases de pré-lançamento. lançamento e ascensão, todo o tanque é revestido com uma espessa camada (2,5 cm) de espuma isolante (Poliisocianurato).

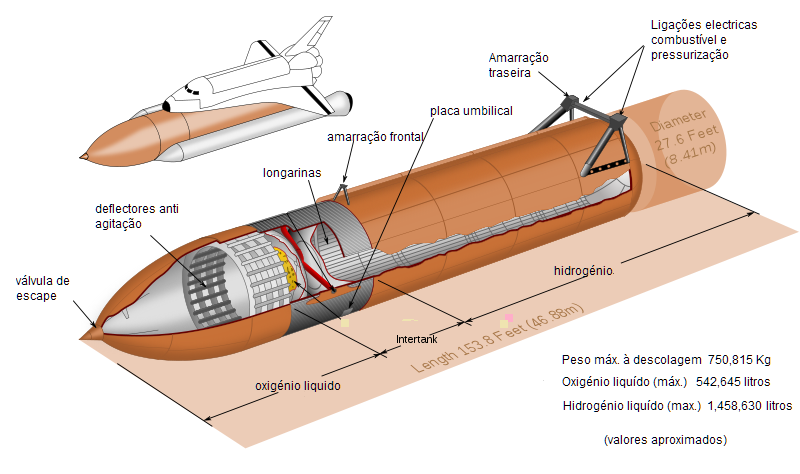
Grafismo representando a estrutura do tanque externo de combustível. (em português).

Foi a libertação e subsequente impacto de um pedaço desta espuma que esteve na origem do colapso físico do Columbia. Sabe-se que todos os voos sofreram impactos de detritos e que mais voos houve antes e após a perda do Columbia, em que também foram libertados pedaços de espuma isolante durante a ascensão. A pergunta óbvia é: Porque continua a NASA a arriscar fazendo voar o ônibus espacial apesar do seu longo e frequente conhecimento deste factor que viola os requisitos originais do projecto?
Das 75 missões efectuadas para as quais existem imagens disponíveis, foram encontradas e documentadas provas da libertação de espuma isolante em 65. Existem ainda 34 missões para as quais não existem imagens, oito onde a perda de espuma não é detectada e seis onde a observação das imagens é inconclusiva. No entanto por evidências exteriores analisadas após o regresso é possível inferir que também foram atingidas. Embora as naves sejam atingidas por outros detritos, como placas de gelo durante a ascensão, micro meteoritos, poeiras cósmicas, lixo espacial em órbita e detritos depositados na pista de pouso durante a aterragem, a comissão de inquérito ao acidente concluiu que provavelmente a maioria dos impactos é devida à libertação de espuma.

##### Requisitos originais do projecto do ônibus espacial
Os projectistas do ônibus espacial, eram sem dúvida alguma excelentes engenheiros, antecipando ainda em 1975 que a configuração de lançamento de todo o sistema, composto pelo veículo orbital, tanque externo de combustível e os dois propulsores de combustível sólido, era propícia a impactos que eventualmente se soltassem de qualquer dos elementos. Assim expressando as suas preocupações, escreveram o seguinte no manual de procedimentos e requisitos:
- Instrução 3.2.1.1.17 External Tank Debris Limits: - "Nenhum destroço deve emanar da zona crítica do tanque externo na plataforma de lançamento e ou durante a subida excepto, se tal material resultar de emanações normais do próprio sistema térmico devido ao aquecimento durante a ascensão".
- Instrução 3.2.1.2.14 Debris Prevention: - "O Sistema do Space Shuttle, incluindo a componente terrestre (rampa de lançamento), deve ser concebido para impedir o derramamento de gelo e ou de outros detritos dos elementos que o compõem, durante as fases de pré-lançamento, lançamento e ascensão de modo a não prejudicar a tripulação, o veículo, o sucesso da missão ou afectar negativamente a operação de regresso à terra".

### Causa organizacional
As causas organizacionais do acidente, estão profundamente enraizadas na cultura humana criada pela própria história da exploração espacial e o desenvolvimento do programa space shuttle, incluindo os compromissos necessários para a sua aprovação, anos consecutivos de restrições orçamentais, flutuação de compromissos, descaracterização da capacidade operacional do vaivém, falta de visão consensual para o futuro da exploração espacial por voos tripulados.
Traços culturais e práticas organizacionais, prejudiciais para a segurança foram autorizados e desenvolvidas, incluindo a dependência do sucesso passado, como um substituto para boas e recomendadas práticas de engenharia, tais como testes para entender como os sistemas
não estavam actuando em conformidade com as exigências. Barreiras na organização que impediam uma livre circulação de informação crítica sobre problemas de segurança, procedimentos que impediam a divulgação de diferentes opiniões profissionais e ainda a falta de uma gestão integrada entre os diversos protagonistas do programa, e a evolução de uma cadeia do comando informal e processos decisórios que operavam fora das mais elementares regras organizacionais.

### Recomendações
São vinte e nove as recomendações que emanam do relatório final, que abrangem o sistema de protecção térmico, mais e melhores imagens, mais testes, mais inspecções, medidas de prevenção contra colisões de micro meteoritos em órbita, certificação de materiais, métodos organizacionais e ainda recomendações para um futuro processo do incremento da vida útil da frota para além de 2010, das quais se destacam (em ordem aleatória) as consideradas indispensáveis para o retorno aos voos:
- recomendação R3.2-1 - Iniciar um programa agressivo para eliminar todas as possibilidades de ejecção de detritos do tanque externo de combustível com particular ênfase para a localização onde está implantado o suporte duplo de ancoragem, que esteve na origem do acidente do Columbia;[42]
- recomendação R3.3-2 - Iniciar um programa destinado a aumentar a capacidade dos veículos orbitais para sustentar danos provocados por detritos menores, através de medidas como a melhoria da resistência das placas de carbono reforçado ao impacto. Este programa deve determinar ainda a resistência ao impacto real dos materiais actuais e os efeitos prováveis;[42]

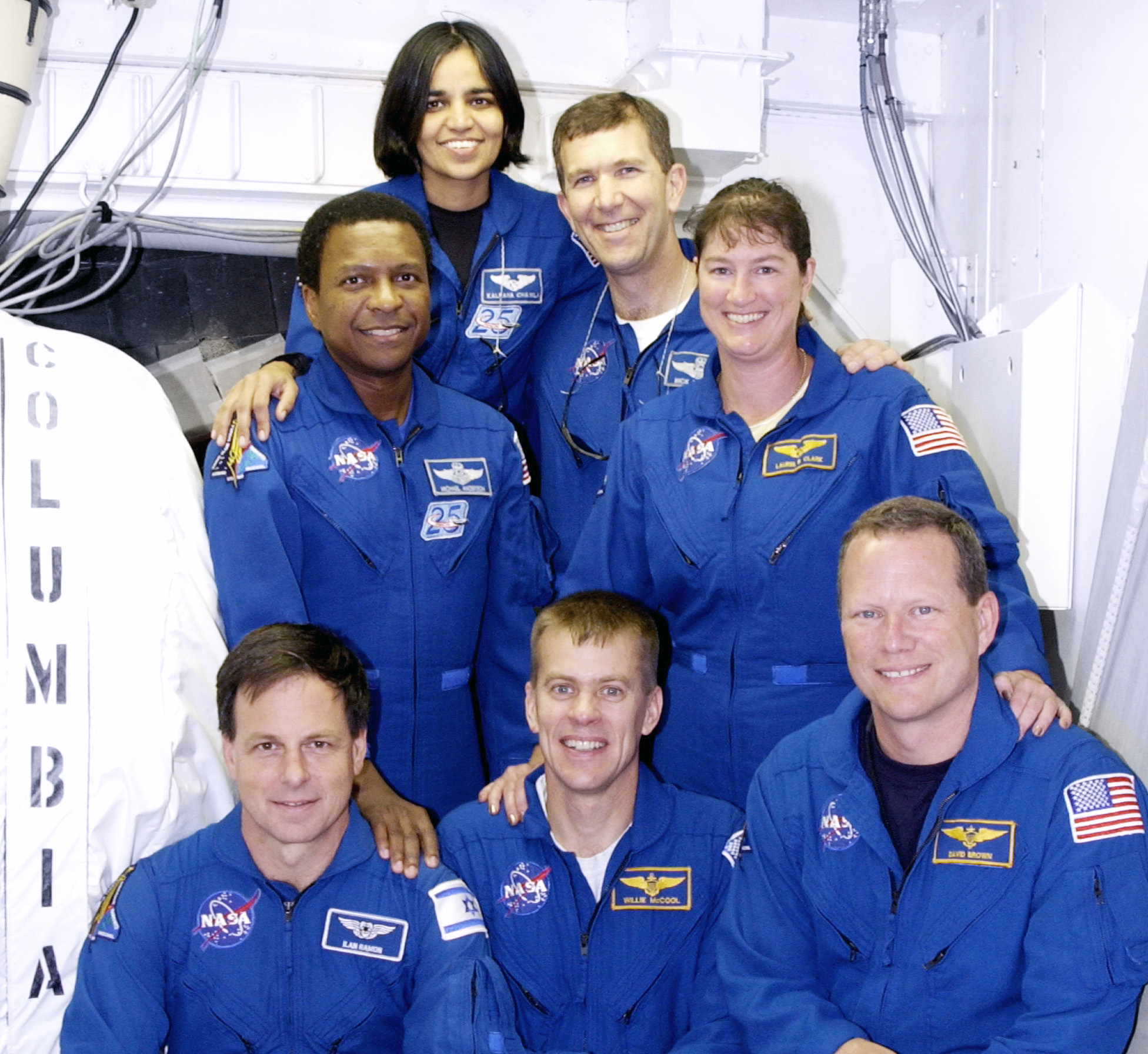
Tripulação da missão STS-107.

- recomendação R6.4-1 - Para missões com destino à estação espacial internacional deve ser desenvolvida a capacidade de realizar inspecções exteriores para determinar se existem danos na protecção térmica e proceder à sua reparação, retirando proveito dos recursos adicionais. Para as outras missões devem ser executados os mesmos procedimentos, em modo autónomo.[42]
 O objectivo final deve ser o desenvolvimento de uma capacidade autónoma total em todas as missões, para enfrentar a possibilidade de que uma missão à Estação Espacial Internacional não consiga atingir a órbita, não consiga acoplar com êxito, ou sofrer danos físicos durante ou após a acoplagem.[42]
- recomendação R3.4-1 - Actualizar o sistema de captação de imagens, com pelo menos três ângulos de vista distintos, desde a descolagem até à a separação dos foguetes (motores) de combustível sólido, e ao longo de qualquer azimute de subida. O status operacional destes itens deve ser incluído no processo ordinário de aprontamento para futuros lançamentos. Devem ainda ser considerados outros meios, como o uso de navios ou aeronaves para proporcionar exibições adicionais do Space Shuttle durante a fase de subida;[42]
- recomendação R3.4-2 - Providenciar a capacidade de transferência para o controlo da missão, das imagens de alta resolução captadas, imediatamente após a separação do tanque externo de combustível;[42]
- recomendação R3.4-3 - Providenciar a capacidade de obter e transferir imagens de alta resolução, da parte inferior do bordo de ataque e do sistema de protecção térmica da secção frontal de ambas as asas;[42]
- recomendação R6.2-1 - Adoptar uma agenda de voos para a totalidade do programa, consistente com os recursos disponíveis. Reconhecer, compreender e aceitar que o cronograma de voos é uma ferramenta de gestão importante e que os prazos devem ser periodicamente avaliados em função da garantia da não existência de riscos adicionais;[42]
- recomendação R6.3-1 - Implementar um programa de formação abrangente, no qual a equipa de gestão de missão enfrenta contingências potenciais de segurança da tripulação e do veículo orbital, para além da fase de lançamento e ascensão. Essas contingências devem ainda envolver a perda potencial da nave e ou da tripulação, conter inúmeros imponderáveis e incógnitas, e exigir da equipa de gestão de missão o desenvolvimento e montagem de um sistema de comunicações para interagir com organizações de apoio, nomeadamente os diversos fabricantes dos componentes do Space Shuttle;[42]
- recomendação R10.3-1 - Fotografar todos os subsistemas críticos em pormenor a partir dos esboços de engenharia, e proceder à sua digitalização de modo a que as imagens estejam imediatamente disponíveis para abreviar a solução de problemas em órbita.[42]

As recomendações reflectem o forte apoio da comissão de inquérito para o retorno à condição de voo na data mais próxima possível, compatível com o objectivo primordial da segurança, e a convicção de que a operação do space shuttle e de todos os voos espaciais tripulados, é uma actividade com altos riscos inerentes.

### Podia ter sido evitado?
No dia seguinte ao lançamento, engenheiros de nível inferior (na organização da NASA) iniciaram a visualização das imagens da ascensão do Columbia, como sempre fazem de cada vez que é realizada mais uma missão. Detectaram a libertação de um pedaço de espuma isolante proveniente do suporte de amarração do tanque de combustível externo. Mostrando preocupação pelo seu tamanho e velocidade com que impactou na asa esquerda da nave, compilaram as imagens e como seria de esperar, fizeram a sua distribuição, por correio electrónico, para os engenheiros de nível superior (na organização da NASA) responsáveis pelo voo e gestores da missão no Centro Espacial Lyndon Johnson localizado em Houston no Texas. Por iniciativa própria e fora dos canais de comunicação oficiais, inquiriram o departamento de defesa sobre a possibilidade da obtenção de imagens em órbita e de alta resolução, da parte inferior do Columbia, utilizando as capacidades dos satélites espiões ou instalações no solo.
A 22 de Janeiro o Tenente-coronel Timothy F. Lee da Força Aérea dos Estados Unidos, também por correio electrónico comunica que vão ser desenvolvidas acções para obtenção das imagens solicitadas. As imagens nunca chegaram. (ver secção seguinte, 4.ª oportunidade perdida)
| Original Message----- From: LEE, TIMOTHY F., LTCOL. (JSC-MT) (USAF) Sent: Wednesday, January 22, 2003 9:01 AM To: MCCORMACK, DONALD L. (DON) (JSC-MV6) (NASA) Subject: NASA request for DOD Don, FYI: Lambert Austin called me yesterday requesting DOD photo support for STS-107. Specifically, he is asking us if we have a ground or satellite asset that can take a high resolution photo of the shuttle while on-orbit—to see if there is any FOD damage on the wing. We are working his request. Tim [DOD=Department of Defense, FOD=Foreign Object Debris] |

#### As oito oportunidades perdidas
Segundo o relatório oficial da comissão de inquérito ao acidente do Columbia, foram oito as oportunidades, que de alguma forma passaram à frente dos olhos, de diversos responsáveis pela gestão da missão STS-107, podendo eventualmente originar um desfecho diferente, se alguma acção tivesse sido tomada.
1. Quarto dia de voo - Rodney Rocha engenheiro chefe da divisão de engenharia e estruturas no Centro Espacial Johnson, inquiriu por correio electrónico a direcção de engenharia e gestão da missão, pretendendo saber se alguma medida tinha sido tomada ou se tinha sido pedido à tripulação, para efectuar um reconhecimento exterior da asa esquerda do vaivém em busca de danos físicos. Não obteve resposta.[46][47]
2. Sexto dia de voo - O controlo de missão falhou ao não pedir aos astronautas David Brown e Willie McCool, para descarregarem as imagens que ambos tinham registado da separação do tanque externo de combustível, com uma camcorder e uma máquina fotográfica equipada com objectiva de 400 milímetros, respectivamente.[46][48]
3. Sexto dia de voo - A NASA e a Agência Nacional de Informação Geoespacial discutem a possibilidade de obtenção de imagens de alta resolução do vaivém. Nenhuma acção foi tomada.[46][49]
4. Sétimo dia de voo - O director Wayne Hale[nota 2] tomando conhecimento do interesse dos engenheiros que reviram as imagens da ascensão do Columbia, e que estavam interessados em obter imagens de alta resolução em órbita, inicia e reforça os contactos pelos canais oficias, nomeadamente o oficial de ligação do Comando Estratégico (USSTRATCOM – Montanha Cheyenne no Colorado). Foi bloqueado e desautorizado, quando a Força Aérea já desenvolvia esforços para a obtenção das imagens, pela Presidente da equipe de Gestão, Linda Ham,[46][50]
5. Sétimo dia de voo - Mike Card, gestor de topo do programa ônibus espacial, na divisão de Segurança e Garantias da Missão na sede da NASA, discute um eventual pedido de imagens, com Mark Erminger, responsável da Segurança e Garantia da Missão no Centro Espacial Lyndon Johnson. Nenhuma medida foi tomada.,[46]
6. Sétimo dia de voo - Mike Card, gestor de topo do programa ônibus espacial, na divisão de Segurança e Garantias da Missão na sede da NASA, discute um eventual pedido de imagens, com Bryan O'Connor, administrador associado para a Segurança e Garantia da Missão. Nenhuma medida foi tomada.[46]
7. oitavo dia de voo - Barbara Conte, Rodney Rocha, LeRoy Cain, trocam impressões via correio electrónico e telefone em diversos momentos, sobre a necessidade de imagens externas para clarificar o impacto na asa esquerda do vaivém. Phil Engelauf, director de voo, recusa liminarmente como resposta.[46][51]
8. Décimo quarto dia de voo - Mike Card, gestor de topo do programa ônibus espacial, na divisão de Segurança e Garantias da Missão na sede da NASA, discute com William Readdy, administrador associado, um pedido de imagens externas. É informado que pode avançar com o assunto mas numa base informal, para não interferir com as decisões contrárias já tomadas. No entanto nada foi feito.[46][52]

### Outras considerações

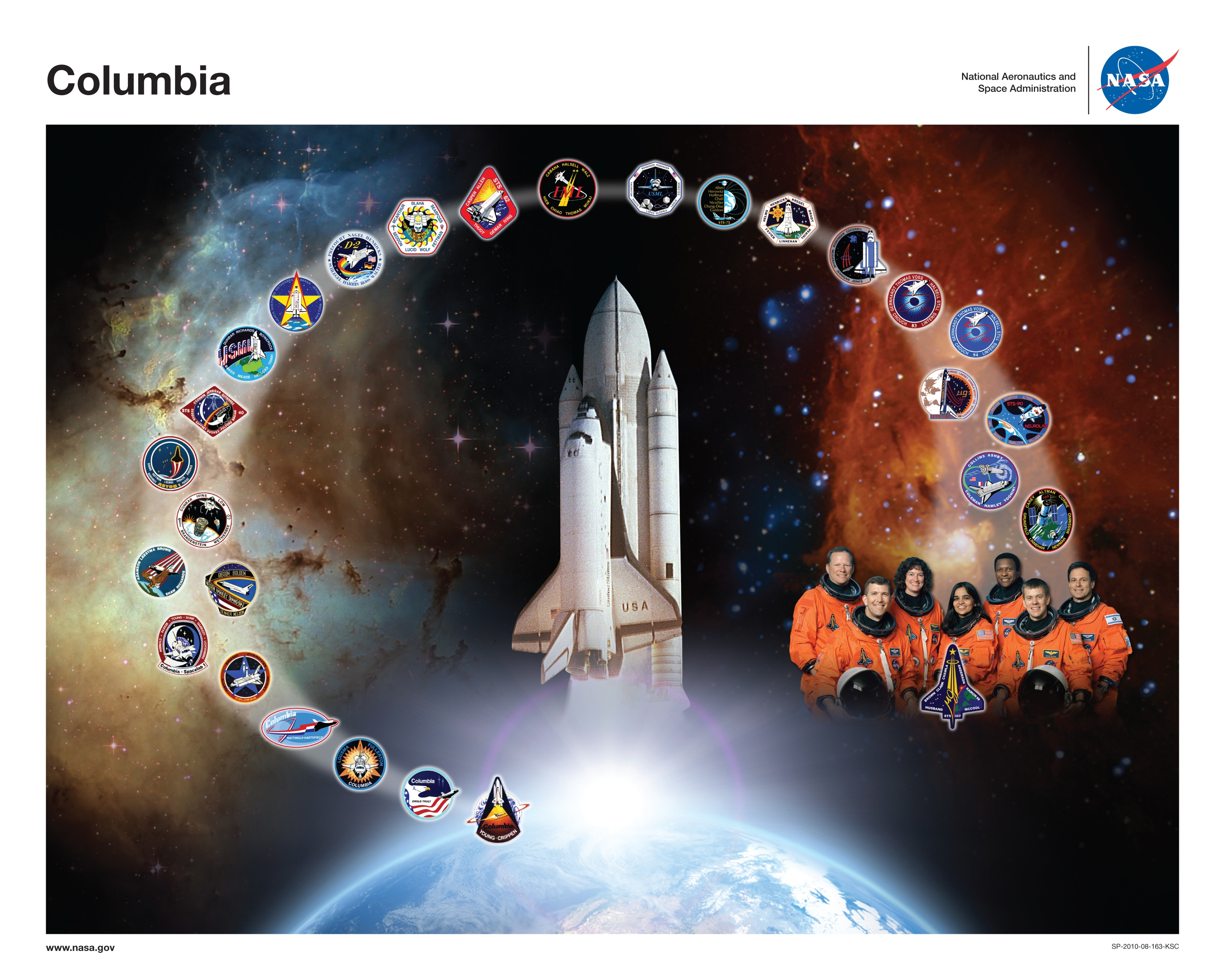
Memorial ao ônibus espacial Columbia e sua tripulação, exposto numa das salas de controlo do Centro Espacial John F. Kennedy.

A missão STS-107 foi a 28.ª do Columbia e a 113.ª do programa de voos do ônibus espacial O voo estava perto de atingir o seu final. Infelizmente não foram detectados indícios pela tripulação a bordo, ou pelos engenheiros de voo no controle da missão, que a mesma se encontrava em apuros, como resultado do impacto de um pedaço de espuma isolante, durante a subida. A gestão da missão falhou ao ignorar sinais, mesmo que fracos, de que a nave estava com problemas e não adoptou as necessárias medidas de correcção.
O Columbia foi o primeiro veículo orbital reutilizável, efectuou os primeiros quatro voos de testes orbitais do programa ônibus espacial. Porque foi o primeiro do seu tipo, diferia ligeiramente das outras naves, OV-099 Challenger, OV-103 Discovery, OV-104 Atlantis e OV-105 Endeavour. Construído com um padrão de engenharia mais antigo, era ligeiramente mais pesado, e embora pudesse atingir a órbita de alta inclinação da estação espacial internacional (ISS), a carga transportada era insuficiente para equilibrar a relação custo-benefício das missões. Consequentemente, era apenas utilizado em missões científicas e manutenção do telescópio espacial Hubble. Acresce ainda e porque não estava equipado com um sistema de acoplamento, libertava mais espaço no compartimento de carga para acomodar cargas mais longas, como os módulos científicos Spacelab e Spacehab.

#### Mitos e teorias da conspiração
Infelizmente após a perda da nave Columbia um grande número de mitos e teorias da conspiração, foram criados acerca do sucedido, muitos são ainda hoje repetidos. variam entre a anedota grosseira, passando por questões legítimas, até teorias macabras espalhadas por pessoas que não entendem e ou distorcem propositadamente as declarações oficias.
Desde um vírus informático carregado para os computadores de bordo durante o voo, por um grupo terrorista, para provocar a queda da nave. Até à divulgação de que o astronauta Ilan Ramon, era um espião ao serviço de Israel e provocou a queda do Columbia para desviar as atenções dos problemas no médio Oriente. Passando por entusiastas da numerologia que afirmam que o acidente se ficou a dever aos astronautas serem 7 que é a mesma coisa que 1+6 (16), a missão ter começado no dia 16 de Janeiro, teve a duração de 16 dias, terminou quando faltavam 16 minutos para a aterragem e porque o número 16 está carregado de vibrações catastróficas... Ou ainda a mirabolante história que as cidades em Israel já não são terrenas, mas sim um espelho da constelação de Orion, ponto de "alinhamento das estrelas" no meio do cinturão de Orion e também a localização do portal "11:11" que é a ponte entre as forças bio-magnéticas dentro do corpo da Terra e as forças super-magnéticas no interior da Estrela Orion, como o logotipo da missão STS-107 é supostamente uma versão estilizada do símbolo do portal "11:11"...o Columbia caiu.

### Reparação dos danos em órbita
Esta opção foi classificada como logisticamente possível, mas de muito alto risco pelos imponderáveis que acarretava. Seria necessário um fazer uma caminhada espacial até à ponta da asa esquerda para colmatar um buraco com supostamente 15 centímetros, num painel de carbono reforçado, transportando ferramentas e utilizando pedaços de titânio ou outro material similar que fosse possível subtrair do compartimento da tripulação, teria ainda que ser utilizado um saco de água, que com o frio extremo do espaço sideral solidificaria moldando o perfil original da asa, de modo a evitar turbulência aerodinâmica aquando da reentrada. Não foi possível à NASA determinar se as reparações teriam sucesso e ou sobrevivido à reentrada, mesmo utilizando um perfil mais suave, acresce que nunca antes tinham sido tentadas, treinadas, ou sequer pensadas.
 Apesar de não estar prevista na missão STS-107 qualquer atividade extra veicular, na tripulação do Columbia os astronautas Michael Anderson e David Brown, estavam treinados nas técnicas necessárias.

### Resgate utilizando oAtlantis

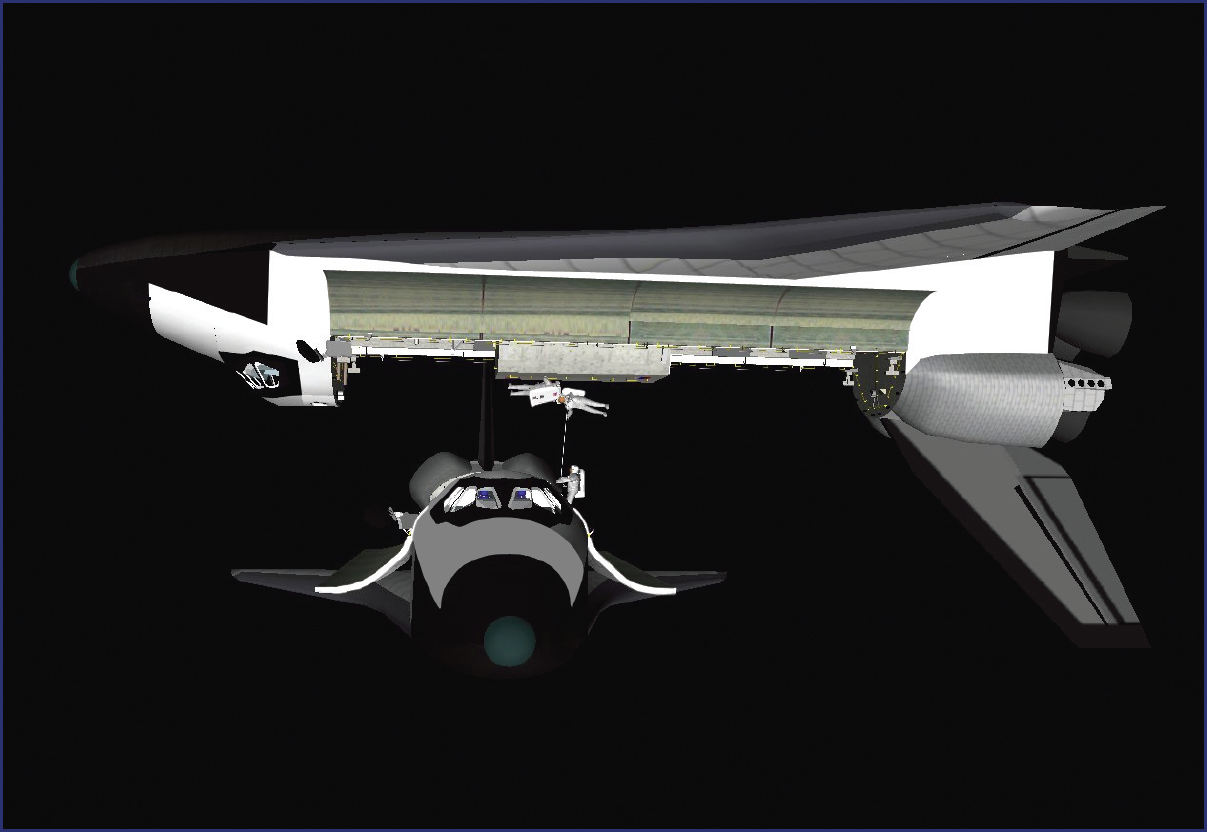
Representação (1) gráfica de uma hipotética missão de salvamento da tripulação (como descrita no texto).

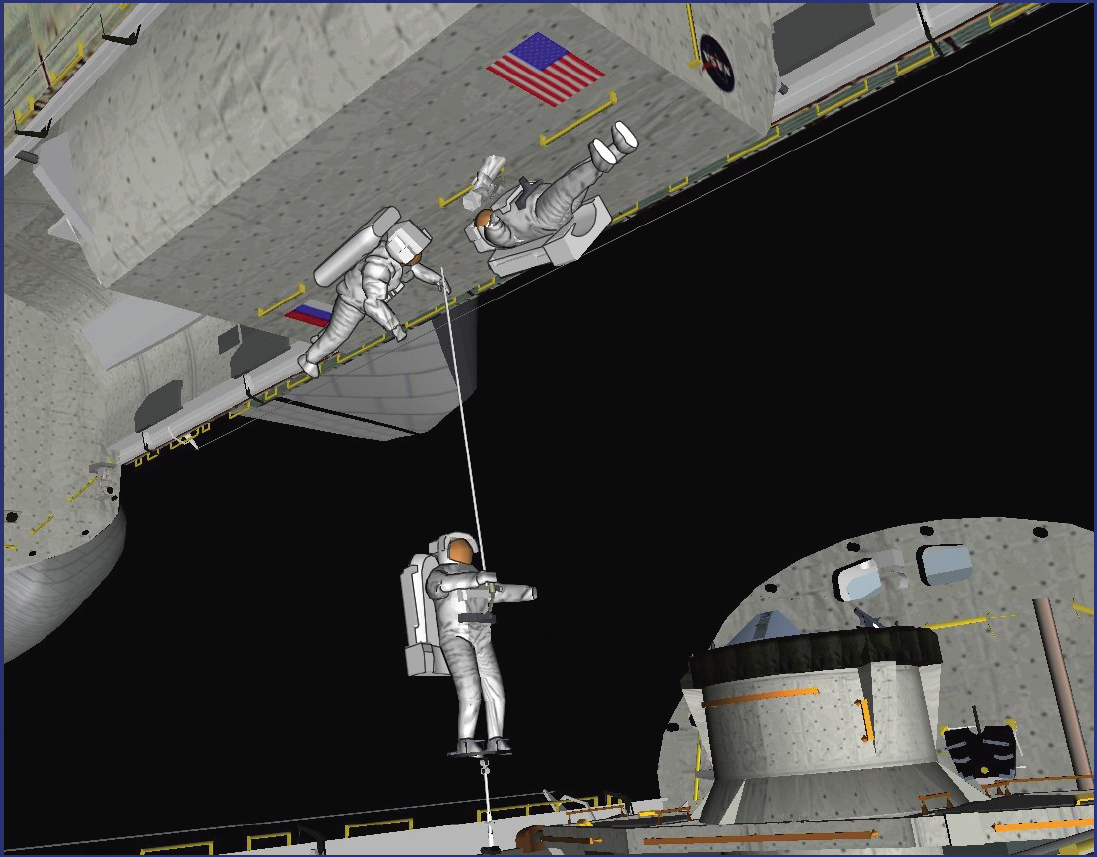
Representação (2) gráfica de uma hipotética missão de salvamento da tripulação (como descrita no texto).

Esta segunda opção ainda segundo a própria NASA, teria mais hipóteses de êxito, fazendo regressar a tripulação em condições de maior segurança. No entanto estava recheada de condicionalismos, dos quais o maior e mais complexo de resolver seria acelerar todo o  processamento do voo de resgate, o qual só podia ser realizado pela Atlantis.
A tripulação a bordo do Columbia, seria instruída para reduzir o consumo de água, mantimentos e principalmente oxigénio, que para além de necessário à respiração da tripulação é ainda utilizado pelas células de combustível para gerar energia eléctrica e também proporcionam água potável. Com estes procedimentos era estimado pelos técnicos da NASA ser possível prolongar o voo até ao 30.º dia, no entanto a escassez de hidróxido de lítio necessário para purificar o ar respirável, extraindo o dióxido de carbono, podia provocar alguma toxicidade no ambiente da cabine de voo, sendo imperativo que a tripulação reduzisse toda e qualquer actividade física não necessária, recorrendo a medicamentos para prolongar o período de sono durante pelo menos 12 horas, obviando assim a libertação de maior quantidade de dióxido de carbono.
A Atlantis encontrava-se nas instalações de manutenção e processamento no Centro Espacial Kennedy no quarto dia de voo da missão STS-107, a 41 dias do próximo lançamento. Com os motores principais já montados e os propulsores de combustível sólido acoplados ao tanque de combustível externo. Utilizando várias equipes de especialistas, para efectuarem trabalho por turnos consecutivos ao longo das 24 horas diárias e sete dias por semana, seria altamente provável obter condições adequadas e iniciar uma contagem decrescente para uma janela de oportunidade de lançamento com início a 10 de Fevereiro e durante os cinco dias seguintes, se ignorados os testes habituais e necessários antes de cada lançamento.
De acordo com os registos atmosféricos, o lançamento teria sido possível nesse espaço de tempo e seria executado com apenas 4 tripulantes, comandante, piloto, e dois astronautas com treino em atividade extra veicular (caminhadas espaciais). Em Janeiro desse ano, sete comandantes, sete pilotos e nove astronautas com o treino requerido encontravam-se disponíveis. Após manobras para obterem uma posição simétrica das duas naves em órbita, a tripulação do Columbia seria transferida via curtas caminhadas espaciais para o interior da Atlantis.
Considerada bastante desafiadora mas possível, esta opção teria sido implementada se houvesse a percepção de problemas potencialmente catastróficos no Columbia e se os mesmos tivessem sido detectados até ao sétimo dia de voo, seria ainda necessário um processamento para o voo da nave de resgate sem problemas e uma contagem decrescente sem interrupções.
Quanto ao destino final do abandonado Columbia duas alternativas foram ponderadas:
1. - Configuração de um perfil agressivo de reentrada atmosférica, prevendo a sua queima e desintegração sobre uma vasta área do oceano Pacífico ou,
2. - colocação numa órbita mais alta, esperando por uma hipotética missão de reparação e subsequente regresso à terra.

## Homenagens
Apenas cerca de 400 pessoas tiveram oportunidade de voar no espaço ao longo dos últimos cinquenta anos, somente umas poucas ficaram famosas ou são conhecidas do grande público, as que participaram em missões históricas e as que morreram no decorrer das missões que terminaram em tragédia devido a acidente.

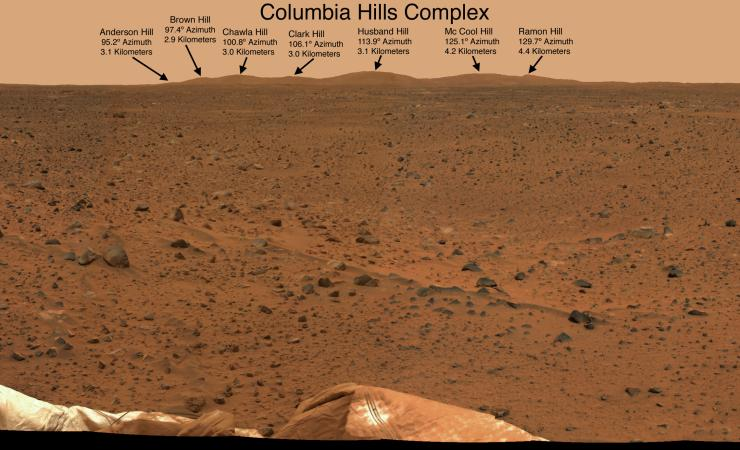
Columbia Memorial Station - Local no planeta Marte baptizado em memória da tripulação do Columbia.

Foram inúmeras as manifestações de evocação e homenagem à memória dos sete astronautas, celebradas particularmente nos Estados Unidos, mas também um pouco por todo o mundo, umas de carácter oficial, outras de cunho religioso, outras ainda de índole popular promovidas pela espontaneidade. Ficam aqui apenas alguns exemplos, em modo aleatório e não exaustivo, transcritas também como manifestação evocativa da sua memória.
- 11 de Abril de 2003 - Aprovado pelo Serviço Geológico dos Estados Unidos em memória do voo STS-107 e de tudo o que ele representava, como a excelência técnica, o sonho da aventura espacial e a exploração científica, a renomeação de um dos 54 picos de uma cadeia montanhosa no estado do Colorado, como Columbia Point, até aí conhecido por pico Kit Carson.[61]
- No ano 2004 a NASA solicitou à União Astronómica Internacional que desencadeasse o processo para classificar e baptizar no planeta Marte, o local na cratera de Gusev, onde pousou a sonda de exploração spirit como: Estação Memorial Columbia. A sonda spirit foi portadora de uma placa evocativa da memória dos sete tripulantes da missão STS-107.[62]
- Também no Cemitério Nacional de Arlington, a poucos metros do memorial evocando a tripulação do acidente do vaivém OV-099 Challenger ocorrido a 28 de Janeiro de 1986, foi celebrada cerimónia e erigido idêntico memorial em honra da malograda tripulação.[63]
- 8 de Junho de 2003 - Sete asteróides que orbitam o Sol entre os planetas Marte e Júpiter, descobertos pelo Observatório espacial de Palomar em 2001, foram baptizados com a necessária aprovação da União Astronómica Internacional, com os nomes dos sete astronautas da tripulação STS-107. Estes corpos celestes com milhões de anos, farão perdurar para sempre a memória dos homenageados.[64]

| Acidente do ônibus espacial Columbia | "Ela (Kalpana Chawla) deixou a Índia como estudante mas veria a pátria de nascimento, toda ela, do alto de centenas de quilómetros [...] | Acidente do ônibus espacial Columbia |
| — George W. Bush                     | |                                      |

| Acidente do ônibus espacial Columbia | [...] Acredito que os seus nomes permanecerão no universo como estrelas brilhantes e cintilantes, que iluminarão o caminho para aqueles que irão acompanhá-los nos difíceis trilhos da exploração espacial. | Acidente do ônibus espacial Columbia |
| — Valentina Tereshkova               | |                                      |

## Consequências
Todo o programa espacial Norte-Americano foi suspenso, mesmo com projectos em andamento, como a construção da Estação Espacial Internacional, cuja finalização estava totalmente dependente dos vaivéns, os únicos capazes de transportar os módulos em falta. Em 2004 é dado o primeiro sinal do futuro abandono do programa ônibus espacial, o presidente George W. Bush, anuncia o que chamou de "Visão para a exploração espacial dos Estados Unidos", na qual indicava que a NASA deveria desenvolver e construir novos veículos que permitissem o regresso do Homem à Lua, até ao ano 2020. Anunciou ainda o fim da era dos ônibus espacial, após décadas de serviço.
Em Julho de 2005 a NASA regressou aos voos com o lançamento do Discovery, após mais de dois anos de interregno, para logo de imediato voltar a imobilizar a frota de vaivéns Durante a ascensão, tal como na fatídica missão STS-107, (também na maioria das missões anteriores) foi observada a libertação de destroços de espuma isolante, desta vez sem resultados catastróficos...